# LAPI
Низкоуровневый программный интерфейс (англ. Low-level Application Programming Interface, сокр. LAPI) — интерфейс передачи данных для IBM Scalable Powerparallel (SP) суперкомпьютера Switch, разработанный в конце 1990-х годов. Он обеспечивает высокопроизводительную передачу между SP устройствами. LAPI обеспечивает эффективную одностороннюю передачу данных между задачами в системе IBM SP (одна сторона начинает передачу, от второй стороны каких-либо ответов не требуется). LAPI быстрее передает сообщения, чем MPI при использовании маленьких или средних сообщений, однако пользователь вынужден писать много лишнего кода.
IBM разрабатывала LAPI как часть совместного с Тихоокеанской северо-западной национальной лабораторией проекта для повышения производительности инструментария Global Arrays (GA) для IBM RS/6000 SP.
Принципы LAPI основываются на идее Active Messages (AM). AM разрабатывалась в конце 1990-х несколькими университетскими сообществами как подход к взаимодействию приложений с минимальными затратами (как альтернатива к тяжеловесным стекам, типа TCP/IP, работающим в ядре системы).
Библиотека GASNet (реализация PGAS) поддерживает работу на основе LAPI.
В 2012 году IBM объявил о замене LAPI на PAMI (Parallel Active Messaging Interface).